# Мария Ганау-Горжовицская
Мария Ганау-Горжовицская, графиня Шаумбургская после 1876 года фон Ардек (нем. Maria von Hanau-Hořovice; 22 августа 1839, Дворец Вильгельмсхёэ — 26 марта 1917, Бонн) — немецкая аристократка, морганатический потомок Гессенского дома.

## Биография
Мария родилась 22 августа 1839 года. Она была младшей дочерью курфюрста Гессен-Касселя Фридриха Вильгельма I и его морганатической супруги, Гертруды Фалькенштейн. Брак её родителей был морганатическим, поэтому она с братьями и сёстрами не считались членами Гессенского дома.
За год до брака, Марии сделал предложение Фридрих VIII Шлезвиг-Гольштейнский (1829—1880), но она ответила отказом. 27 декабря 1857 года Мария вышла замуж за принца Вильгельма Гессен-Филиппсталь-Бархфельдского (1831—1890). Брак с Вильгельмом был призван лучше интегрировать морганатическую дочь курфюрста, которая не была представительницей высшего дворянства, из-за происхождения её матери. Однако этого не удалось, так как великий герцог Людвиг III Гессен-Дармштадтский (1806—1877) отказался признать брак династическим. Тем не менее, поначалу Вильгельма и Марии изначально носили титул и фамилию отца.
Брак был расторгнут спустя 15 лет, 18 марта 1872 года. Первоначально Мария жила в Висбадене с оставшимися детьми. После развода, она начала называть себя принцессой Гессенской. По этому поводу её  возник спор с Фридрихом Вильгельмом Гессен-Кассельским (1820—1884). В ходе последовавшего судебного разбирательства, Мария проиграла суд и ей было запрещено называть себя принцессой Гессенской. После суда, она обратилась к германскому императору Вильгельму I, с просьбой дать ей новую фамилию.
Она получила из Берлина список замков Нассау, в честь которых, можно было выбрать фамилию. Она выбрала из списка замок Ардек. С 28 июля 1876 года она и её дети носили титул принцев фон Ардек.
Позже она переехала в Бонн, где и умерла 26 марта 1917 года.

## Дети
От брака с Вильгельмом, у супругов родилось 5 детей:
- Фридрих Вильгельм фон Ардек (2 ноября 1858 — 1 апреля 1902), 17 декабря 1890 года женился на американке Анне Холлингсворт Прайс (1868—1945)[6]. Детей у них не было.
- Карл фон Ардек (18 мая 1861 — 18 октября 1938), 16 апреля 1891 года женился на Элис Шрелоу (1862—1938). Детей у них не было.
- Елизавета фон Ардек (8 июня 1864 — 4 марта 1919), 11 октября 1886 года вышла замуж за Карла Фердинанд Изенбург-Бюдингенского (1841—1920). У них родилось четверо детей.
- Алиса Гессен-Филипсталь-Бархфельдская (7 октября 1867 — 23 ноября 1868), умерла в младенчестве, до принятия фамилии фон Ардек.
- Луиза Каролина фон Ардек (12 декабря 1868 — 21 ноября 1959), в 1889 году вышла замуж за Рудольфа Липпе-Бистерфельдского (1856—1931), сына Юлия Липпе-Бистерфельдского (1812—1884). У них родилось трое детей: Фридрих Вильгельм (1890—1938), Эрнст Юлий (1892—1914) и Мария Адельгейда (1895—1993).